# The Ellen DeGeneres Show
The Ellen DeGeneres Show, vaak afgekort tot ellen, was een Amerikaans tv-praatprogramma, gepresenteerd door Ellen DeGeneres en gedistribueerd door Warner Bros. Television. Naast interviews met bekende Amerikanen werden er vraaggesprekken gehouden met opmerkelijke personen uit het publiek en er werden humoristisch bedoelde monologen gehouden door de presentatrice. Het werd voor het eerst uitgezonden op 8 september 2003. De laatste aflevering werd opgenomen op 29 april 2022 om op 26 mei dat jaar in Amerika te worden uitgezonden. Het reguliere programma werd opgenomen in Burbank, Californië. 

## Speciale afleveringen
- Backwards Show – Alles in het programma wordt achterstevoren gedaan, zo wordt het dansje en de monoloog aan het einde gedaan en het einde van het programma wordt aan het begin gedaan.
- Two Shows In One – DeGeneres geeft "twee" afleveringen in één aflevering, ze draagt twee verschillende outfits, doet twee verschillende monologen en danst twee keer.
- Ellen: The Musical – De aflevering lijkt op een musical, DeGeneres neemt haar gewoonlijke interviews af en zingt uiteindelijk een nummer.
- Ellen Thanksgiving Special – Vanuit het Ed Sullivan Theater in New York.
- I Like It! – Een aflevering zoals de titel al suggereert, er komen dingen in het programma die DeGeneres leuk vindt.
- Ellen's Show on a Plane – Deze aflevering werd opgenomen in een terminal in Los Angeles en vanuit een vliegtuig van Los Angeles naar New York.

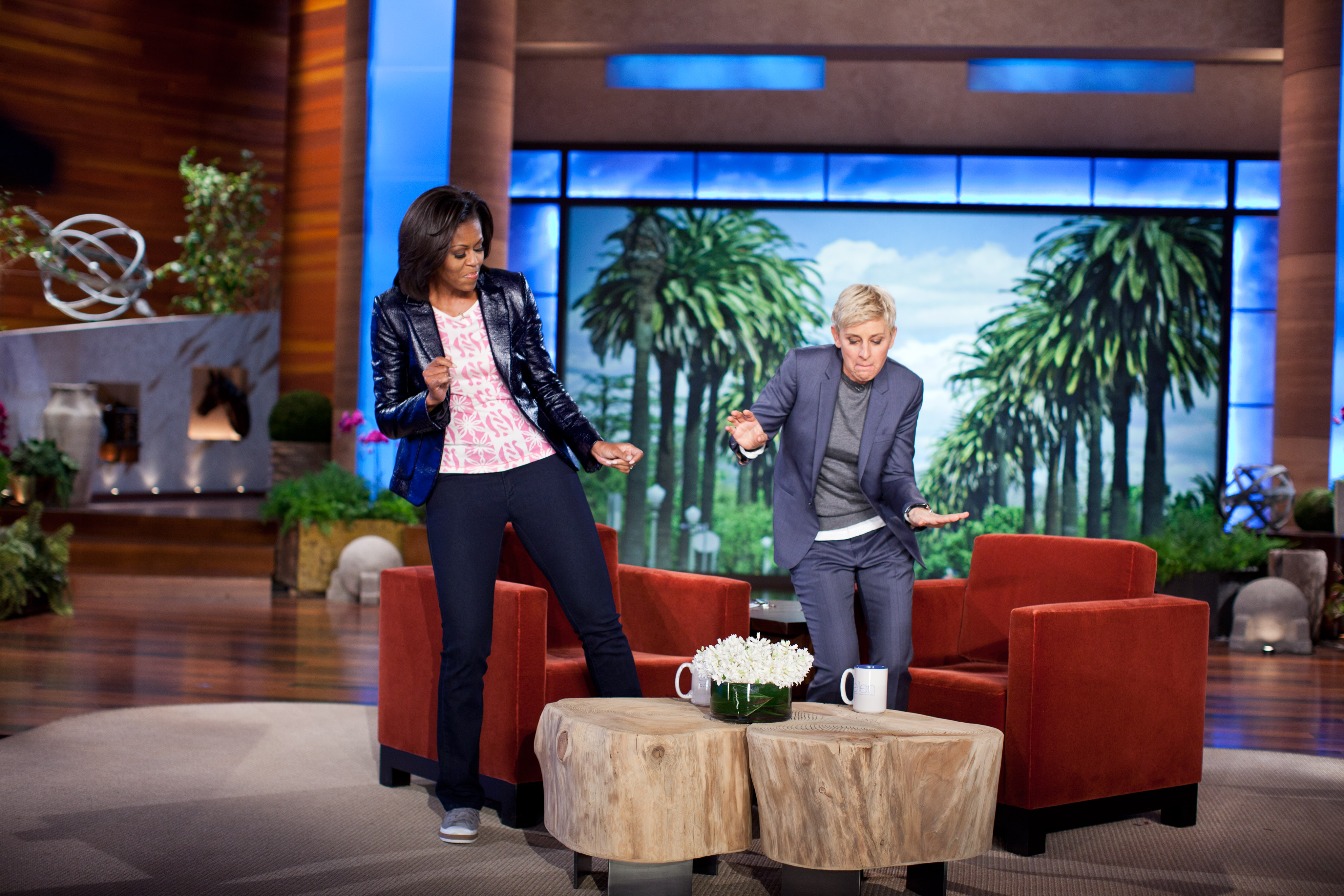
Michelle Obama te gast in Ellen